# Romanță
Romanța este o poezie lirică sentimentală, de obicei de inspirație erotică, cântată pe o melodie lină, melancolică. În Evul Mediu, romanța denumea poemele epice care celebrau fapte istorice, vitejia unor eroi și altele. Termenul se folosește ca titlu al unor creații poetice cu diverse tematici. 

## Istoric

### Înrudirea cu liedul
Romanța, unul dintre cele mai vechi subgenuri ale muzicii ușoare românești era definită ca „un cântec tânguios, o istorioară veche, în versuri naive”. Este înrudită cu liedul. Melodia este strofică, iar textul liric este ca o mărturisire directă a unor sentimente pe înțelesul tuturor. 

### Romanța, cântec de repertoriu
Cam după 1848, romanța ocupă un loc aparte în repertoriul lăutarilor, dar și al teatrelor. Romanța „Flori de nufăr”, (Mândra mea de altădată) este socotită prima romanță românească scrisă de un compozitor cu pregătire muzicală. Ionel Băjescu-Oardă a compus-o și a înregistrat-o pe un disc de ebonită în 1905. Un alt mare compozitor de romanțe este Ionel Fernic, care încă de la 17 ani se face remarcat cu romanța „Balada crucii de mesteacăn” cântată de Dorel Livianu, iar mai târziu scrie „Îți mai aduci aminte, doamnă?” interpretată de Jean Moscopol. 
Alexandru Leon scrie „Pentru ochii tăi cei dulci” și „Mi-ești dragă” cântată de Jean Moscopol cu acompaniament de pian și violoncel. 
Petre Andreescu dă lovitura în 1933 cu romanța-tango „Sub balcon eu ți-am căntat o serenadă”. Nello Manzatti  scrie „Frumoasa mea cu ochii verzi” - interpretată de Petre Alexandru și „Vânt de seară” cântată de Dorel Livianu. Romanta a fost mereu o creatie de dragoste scrisa pentru cineva. 

### Interpreți celebri
Dintre soliștii români care au cântat romanțe, pot fi amintiți Cristian Vasile, Titi Botez, Gion, Nicu Stoenescu, Jean Moscopol, Gică Petrescu, Dorel Livianu, Petre Alexandru, Mia Braia, Ioana Radu, Maria Tănase, Rodica Bujor, Angela Moldovan, Ileana Sărăroiu, precum și vestitul tenor de operetă Ion Dacian.

## Particularități
- Specie sentimentală, duioasă, tristă sau melancolică, cu aspect erotic;
- Forma simplă apropie romanța de lied;
- Stil simplu, exclamații, chemări;
- Textele sunt puse pe muzică.

## Exemple de romanțe
- Mihai Eminescu — „Pe lângă plopii fără soț”, „Mai am un singur dor”, „Dorința,”
- Maria Cunțan — „Pe sub fereastră-mi curge-un râu,”
- George Enescu — „Uvertura tragică.”

## Festivaluri, concursuri
Festivalul național de romanțe „Crizantema de Aur,” care se desfășoară anual la Târgoviște, este evenimentul cel mai de seamă dedicat romanțelor. 